# Abakar Sylla
Abakar Sylla (Yamusukro, 25 de diciembre de 2002) es un futbolista marfileño que juega en la demarcación de defensa para el R. C. Estrasburgo de la Ligue 1.

## Selección nacional
Hizo su debut con la selección de fútbol de Costa de Marfil el 27 de septiembre de 2022 en un partido amistoso contra Guinea que finalizó con un resultado de 3-1 a favor del combinado marfileño tras los goles de Seko Fofana, Souleyman Doumbia y Ibrahim Sangaré para Costa de Marfil, y de Mouctar Diakhaby para el combinado guineano.

## Clubes
| Club              | País    | Año       | Partidos | Goles |
| ----------------- | ------- | --------- | -------- | ----- |
| Club Brujas       | Bélgica | 2020-2023 | 28       | 1     |
| R. C. Estrasburgo | Francia | 2023-     | 49       | 4     |